# William Davidson Niven

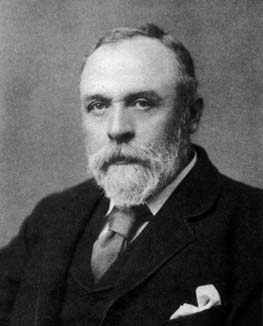
W. D. Niven

Sir William Davidson Niven (*  24. März 1842 in Peterhead; † 29. Mai 1917 in Sidcup) war ein schottischer Physiker.
Niven studierte an der University of Aberdeen (mit Bestnoten) und ab 1862 am Trinity College der Universität Cambridge und wurde 1866 dritter Wrangler in den Tripos-Prüfungen und 1867 Fellow des Trinity College. Er war auch Assistant Tutor am Trinity College und war dort Schüler von James Clerk Maxwell. Später wurde er Mathematikprofessor am Royal Indian Engineering College in Coopers Hill und bald darauf an der Artillerieschule in Woolwich, wo er sich auch mit Ballistik befasste. 1822 wurde er als Nachfolger von Thomas Archer Hirst Studiendirektor am Royal Naval College in Greenwich. 1903 ging er in den Ruhestand und wohnte in Sidcup in Kent.
Niven gab die Sammlung wissenschaftlicher Arbeiten von James Clerk Maxwell nach dessen Tod heraus (Scientific Papers 1890) und 1881 die zweite Auflage seines Hauptwerks A Treatise on Electricity and Magnetism, an der Maxwell vor seinem Tod noch gearbeitet hatte. Zu seinen Schülern zählte Alfred North Whitehead.
Niven wurde 1897 als Companion in den  Order of the Bath aufgenommen und 1903 als Knight Commander desselben Ordens geadelt. Er war Fellow der Royal Society und Mitglied der London Mathematical Society. 
Sein Bruder Charles Niven (1845–1923) war Professor für theoretische Physik in Aberdeen. Er war 1867 Senior Wrangler in den Tripos in Cambridge (noch vor William Kingdon Clifford). Ein weiterer Bruder James Niven wurde Arzt und Leiter der Abteilung öffentliche Gesundheit an der Universität Manchester.